# Georgi Dimitrov (labdarúgó, 1959)
Georgi Dimitrov, bolgárul: Георги Димитров (Sztara Zagora, 1959. január 14. – 2021. május 8.) válogatott bolgár labdarúgó, középhátvéd, edző. 1985-ben az év bolgár labdarúgójává választották.

## Pályafutása

### Klubcsapatban
1976–77-ben a Beroe Sztara Zagora, 1977 és 1986 között a CSZKA Szofija, 1986 és 1988 között a francia AS Saint-Étienne, 1988–89-ben ismét a CSZKA, 1989–90-ben a Szlavija Szofija labdarúgója volt. A CSZKA csapatával öt bajnoki címet és három bolgárkupa-győzelmet ért el.

### A válogatottban
1978 és 1988 között 77 alkalommal szerepelt a bolgár válogatottban és hét gólt szerzett. Részt vett az 1986-os mexikói világbajnokságon.

### Edzőként
2003-ban a Marek, 2006–07-ben a Velbazsd Kjusztendil, 2007–08-ban ismét a Marek vezetőedzője volt.

## Sikerei, díjai
- az év bolgár labdarúgója (1985)

 CSZKA Szofija
- Bolgár bajnokság
  - bajnok (5): 1979–80, 1980–81, 1981–82, 1982–83, 1988–89
- Bolgár kupa
  - győztes (3): 1983, 1985, 1989